# Aars
Aars o Års es una localidad danesa de la península de Jutlandia. Su población en 2013 es de 8.071 habitantes. Es la principal localidad y capital del municipio de Vesthimmerland, en la región administrativa de Jutlandia Septentrional.
Las industrias más importantes de Aars son la construcción, la electrónica y los metales.

## Historia

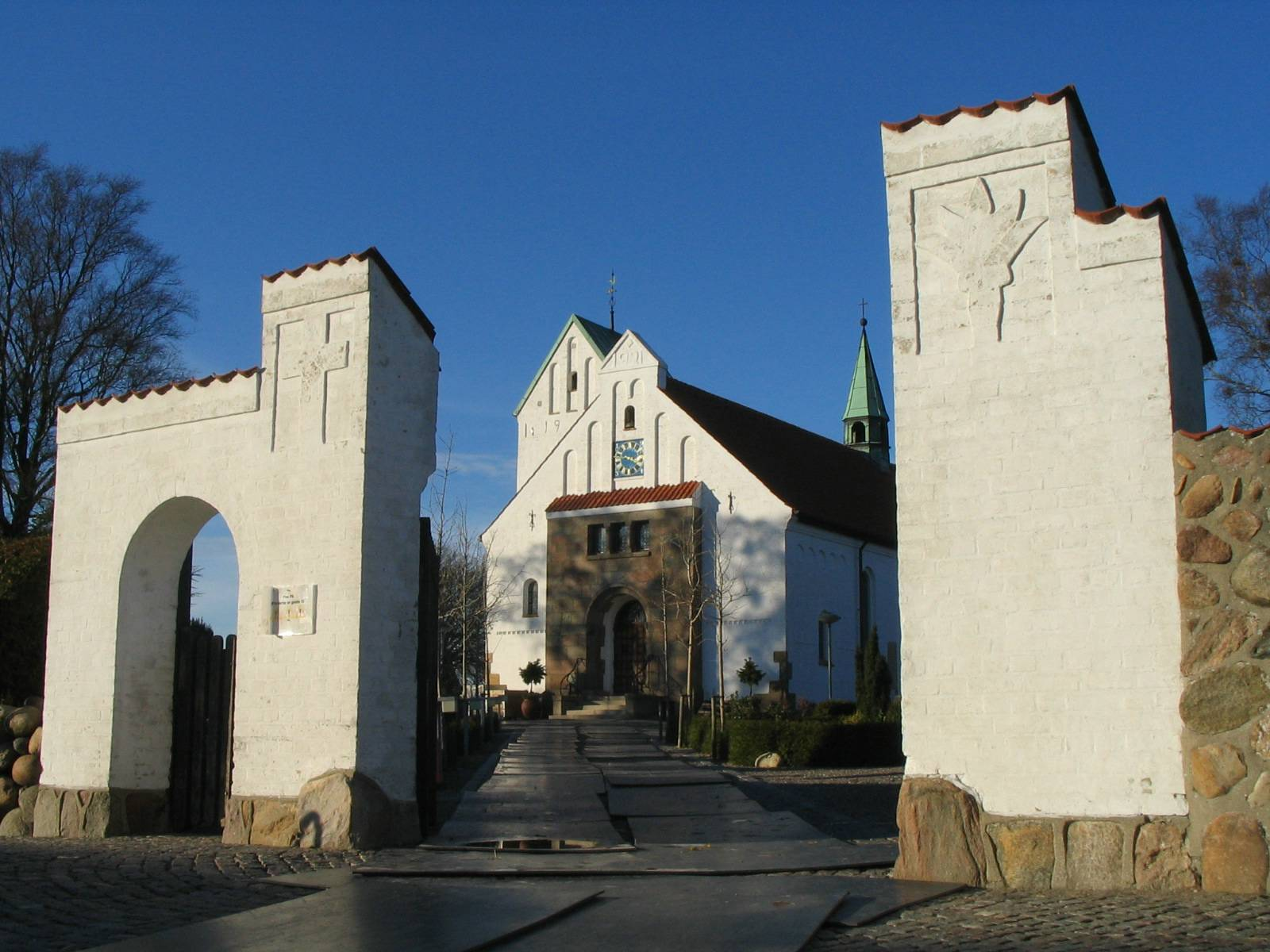
Iglesia de Aars.

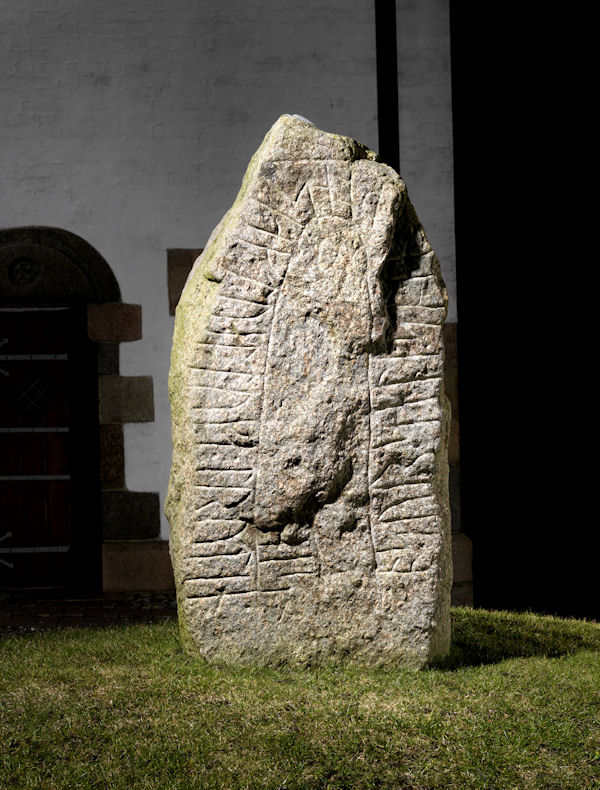
Piedra rúnica de Aars.

Aars surge como una pequeña comunidad rural. Su nombre aparece por primera vez en la historia en 1394 como Arsoghæreth, posiblemente con significado de "colina de Aar", donde Aar es un nombre masculino. 
Aars fue un poblado sin mayor importancia hasta la llegada del ferrocarril a finales del siglo XX, que fue el detonante de su crecimiento.
En 1970 se estableció el municipio de Aars, mismo que fue suprimido en 2007 al entrar en vigencia una nueva reforma territorial en el país, pero la localidad fue elegida para ser la capital del nuevo municipio de Vesthimmerland.

## Cultura y sitios de interés
El principal monumento de Aars es su iglesia. Originalmente un pequeño templo románico del siglo XIII, tuvo que ser ampliada a finales del siglo XIX para dar servicio a la creciente población. En la década de 1920 fue modificada nuevamente, esta vez de una manera más radical. La nueva entrada quedó en el sur, y lo que era un brazo del transepto se convirtió en la nueva nave. En 2004 la iglesia fue embellecida con obras del escultor Erik Heide.
En el patio de la iglesia se encuentra una piedra rúnica que fue descubierta en la localidad en 1654.
En 1999 se inauguró el Museumscenter Aars, un complejo diseñado por el arquitecto Jens Bertelsen y el artista Per Kirkeby cuya forma se inspira en el martillo del dios Tor. Este nuevo espacio incluye las colecciones del antiguo Vesthimmerlands Museum (de historia cultural, fundado en 1935) y del Himmerland Kunstmuseum (de arte, fundado en 1980).
Per Kirkeby ha establecido fuertes lazos con Aars. La localidad cuenta con varias esculturas suyas y en el museo se organizan exposiciones de sus obras.
Aars es sede del Gymnasium de Vesthimmerland, la escuela secundaria que sirve a todo el municipio.